# Papercut
Papercut – trzeci singiel pochodzący z debiutanckiego albumu studyjnego Hybrid Theory numetalowego zespołu Linkin Park. Do tego utworu został nakręcony teledysk. Tekst piosenki mówi o tym, że ludzie często boją się samych siebie. Wyraz „papercut” oznacza w języku angielskim wycinankę, bądź ranę ciętą zadaną przez cienką kartkę papieru.

## Lista utworów
1. "Papercut"
2. "Points of Authority" (wersja live z BBC Radio One)
3. "Papercut" (wersja live z Docklands Arena w Londynie)
4. "Papercut" (wideo)

## Teledysk
Teledysk do tego utworu jest najmroczniejszym z całej płyty. W momencie gdy Mike rozkłada palce przed twarzą, widać, że ma szpony zamiast paznokci. Gdy pod koniec teledysku Rob odwraca twarz, przez chwilę jego oko puchnie, a twarz wygląda jak zmarłego. Twarz Joego to ta, która jest odbita na ścianach. W pewnym momencie przez pokój przebiega niebieski stworek, którego tożsamość oraz znaczenie nie zostało rozszyfrowane. O dziwo pokazuje się on przez sekundę, jednak jest zauważalny.  Obraz wiszący na ścianie został namalowany przez Mike’a i jest nowszą wersją okładki Xero Demo Tape. Na ścianach widać również napis Paranoia, co podsumowuje teledysk.